# Jacek Wierzchowiecki
Jacek Maria Wierzchowiecki (ur. 30 czerwca 1944 w Wieniawie, zm. 1 września 2015 w Poznaniu) – jeździec, zawodnik WKKW i skoków przez przeszkody, uczestnik mistrzostw świata i mistrzostw Europy w jeździectwie, olimpijczyk z Monachium (1972) i Moskwy (1980), trener.

## Młodość
Syn Mariana (1909-1980) i Marii z Plucińskich (1915-2002), wnuk Wincentego Wierzchowieckiego (1875-1942), ziemianina, właściciela majątków Zakrzewo (powiat wolsztyński) i Stefanowo (powiat nowotomyski). Ukończył poznańską Akademię Wychowania Fizycznego i  tamtejszą Akademię Rolniczą (w 1974 otrzymał tytuł magistra inż. zootechnika).

## Osiągnięcia sportowe
Jeździec specjalizujący się najpierw we Wszechstronnym Konkursie Konia Wierzchowego, a potem w skokach przez przeszkody. Członek Kadry Narodowej w WKKW od 1969 i skokach od 1981. 
- Dwukrotny mistrz Polski w WKKW (1973 na Gniewie, 1977 na Hangarze);
- Trzykrotny pierwszy wicemistrz Polski w WKKW (1971, 1976, 1978);
- Drugi wicemistrz kraju w skokach (1982);
- Olimpijczyk z Monachium (1972) i Moskwy (1980);
- Uczestnik mistrzostw świata w WKKW w 1975 i mistrzostw Europy w 1973;
- Trzykrotny uczestnik Pucharu Narodów (na koniu Pajac);
- Trzykrotny zwycięzca indywidualny (1974, 1976, 1978) podczas Międzynarodowych Zawodów Konnych WKKW (CCI) w belgijskim Heide-Kalmthout, zdobył na własność puchar przechodni Challange Lessier jako jedyny zawodnik w historii tego pucharu.

Ponadto, dzięki stabilnej przez wiele lat formie i ugruntowanej pozycji, dwukrotnie znalazł się wśród 10 najlepszych jeźdźców świata na dorocznej prestiżowej liście prowadzonej przez "Reiter Revue". Wielokrotnie w 10 najlepszych sportowców LZS i Wielkopolski.

## Inne
W latach 1980–1987 był trenerem kadry narodowej, potem zawodnikiem i trenerem w USA (1987-2000) i ponownie szkoleniowcem polskich olimpijczyków przygotowujących się do olimpiady w Atenach (2004). W 2009 jako trener K. Ludwiczaka był z nim na finale Pucharu Świata w skokach w Las Vegas w USA. W 2013 trenowany przez niego Maksymilian Wechta został Młodzieżowym Mistrzem Polski w skokach.
Żona Marzenna z Szumanów (1949-2002) była zootechnikiem), miał dwoje dzieci (Zbigniew, ur. 1979 i Paulina, ur. 1988), mieszkał w Poznaniu. Był osobą niepełnosprawną (po wypadku w USA). Honorowy Obywatel Czempinia.
W 1984 odznaczony Złotym Krzyżem Zasługi jako trener reprezentacji Polski WKKW, która wygrała indywidualnie (3 pierwsze miejsca) i drużynowo Zawody Przyjaźni w Drzonkowie jako alternatywę Olimpiady w Los Angeles 1984. Zawodnicy w 2007 otrzymali decyzją Prezydenta RP renty specjalne jak medaliści olimpijscy.
Wielokrotny uczestnik plebiscytu na  10 najlepszych sportowców LZS "Dziennika Ludowego" i Wielkopolski.
Brat Stanisław także jest absolwentem I LO w Lesznie. Wielokrotny finalista MP kibiców sportowych i teleturniejów "Na olimpijskim szlaku". Założyciel i działacz „Solidarności”.
W 2014 podczas Cavaliady w Poznaniu został odznaczony Wielką Złotą PZJ i został Zasłużonym dla województwa Wielkopolskiego
Został pochowany na Cmentarzu Junikowo w Poznaniu w Alei Zasłużonych.